# Linie kolejowe na Słowacji
Linie kolejowe na Słowacji – lista linii kolejowych na terenie Słowacji według wykazu i numeracji narodowego zarządcy infrastruktury kolejowej – ŽSR.
Długość linii kolejowych na Słowacji udostępnianych dla przewoźników kolejowych wynosi 3662 kilometry, w tym 3512 kilometrów stanowią normalnotorowe (1435 mm), a pozostałe to szerokotorowe (1520 mm) i wąskotorowe (760 mm i 1000 mm).

## Linie kolejowe pod zarządem ŽSR
| Linia kolejowa                                                                          |
| --------------------------------------------------------------------------------------- |
| Linia kolejowa nr 101 A: Czop UA – Czerna nad Cisą – Koszyce                            |
| Linia kolejowa nr 101 B: Czop UA – Čierna nad Tisou ŠRT (ŠRT)                           |
| Linia kolejowa nr 101 C: Sátoraljaújhely HU – Slovenské Nové Mesto                      |
| Linia kolejowa 101 D: Barca St. 1 – Košice (koľaj č. 101)                               |
| Linia kolejowa nr 101 E: Barca St.1 – Košice (koľaj č. 102)                             |
| Linia kolejowa nr 102 A: Užgorod UA – Maťovce ŠRT – Haniska pri Košiciach ŠRT (ŠRT)     |
| Linia kolejowa nr 103 A: Łupków PL – Michaľany                                          |
| Linia kolejowa nr 103 B: Trebišov – Výh Slivník                                         |
| Linia kolejowa 104 A Maťovce – Bánovce nad Ondavou                                      |
| Linia kolejowa 104 B Stakčín – Humenné                                                  |
| Linia kolejowa 104 C Vranov nad Topľou – Trebišov                                       |
| Linia kolejowa 104 D Bardejov – Kapušany pri Prešove                                    |
| Linia kolejowa 104 E Bánovecká spojka                                                   |
| Linia kolejowa 105 A: Košice – Kraľovany                                                |
| Linia kolejowa 106 A Kraľovany – Púchov                                                 |
| Linia kolejowa 106 B Odb Potok – Odb Váh                                                |
| Linia kolejowa 106 C Varín–Žilina-Teplička–Odb Váh                                      |
| Linia kolejowa 106 D Žilina–Čadca–Mosty u Jablunkova CZ                                 |
| Linia kolejowa 106 E Budatínska spojka                                                  |
| Linia kolejowa 106 F: Púchov – Lúky pod Makytou – Horní Lideč CZ                        |
| Linia kolejowa 107 A Muszyna PL – Plaveč – Kysak                                        |
| Linia kolejowa 107 B Orlovská spojka                                                    |
| Linia kolejowa 107 C Kysacká spojka                                                     |
| Linia kolejowa 107 D Strážske – Prešov                                                  |
| Linia kolejowa 109 A Košice – Plešivec                                                  |
| Linia kolejowa 109 B Hidasnémeti HU – Barca                                             |
| Linia kolejowa 109 C Krásna nad Hornádom–Barca St4                                      |
| Linia kolejowa 110 A Margecany – Červená Skala                                          |
| Linia kolejowa 110 B Spišské Podhradie–Spišské Vlachy                                   |
| Linia kolejowa 110 C Levoča – Spišská Nová Ves                                          |
| Linia kolejowa 111 A Dobšiná – Rožňava                                                  |
| Linia kolejowa 111 B Plešivec – Slavošovce                                              |
| Linia kolejowa 111 C Plešivec – Muráň                                                   |
| Linia kolejowa 111 D Medzev – Moldava nad Bodvou                                        |
| Linia kolejowa 112 A Plaveč – Poprad-Tatry                                              |
| Linia kolejowa 112 B Spišská Belá odb – Spišská Belá n                                  |
| Linia kolejowa 112 C Tatranská Lomnica–Výh StudenýPotok                                 |
| Linia kolejowa nr 112 D: Poprad-Tatry – Szczyrbskie Jezioro (TEŽ)                       |
| Linia kolejowa nr 112 E: Starý Smokovec – Tatrzańska Łomnica (TEŽ)                      |
| Linia kolejowa nr 112 F: Szczyrba – Szczyrbskie Jezioro (OŽ)                            |
| Linia kolejowa 113 A Trstená – Kraľovany                                                |
| Linia kolejowa nr 114 A: Żylina – Rajec                                                 |
| Linia kolejowa 114 B Čadca – Zwardoň PL                                                 |
| Linia kolejowa 114 C Čadca – Makov                                                      |
| Linia kolejowa 115 A Plešivec – Zvolen os.st.                                           |
| Linia kolejowa 115 B Výh Urbánka – Fiľakovo St3                                         |
| Linia kolejowa 115 C Bánréve HU- Lenartovce                                             |
| Linia kolejowa 115 D Somoskőújfalú HU – Fiľakovo                                        |
| Linia kolejowa 116 A Červená Skala – Banská Bystrica                                    |
| Linia kolejowa 116 B Jesenské – Brezno                                                  |
| Linia kolejowa 116 C Hronec – Chvatimech z,odb.výh.V1                                   |
| Linia kolejowa 117 A Utekáč z – Lučenec                                                 |
| Linia kolejowa 117 C Breznička – Katarínska Huta nz                                     |
| Linia kolejowa 117 D Lučenec – Veľký Krtíž nz                                           |
| Linia kolejowa 118 A Zvolen východ-Hronská Dúbrava – Vrútky                             |
| Linia kolejowa 118 B Priekopská spojka                                                  |
| Linia kolejowa 118 C Zvolenská spojka                                                   |
| Linia kolejowa 118 D Zvolen os.st.–B.Bystrica-Odb Dolná Štubňa                          |
| Linia kolejowa 119 A Zvolen osobná stanica – Šahy                                       |
| Linia kolejowa 119 B Šahy – Čata                                                        |
| Linia kolejowa 119 C Levice – Štúrovo                                                   |
| Linia kolejowa 120 A Szob HU-Štúrovo–Bratislava hl.st.                                  |
| Linia kolejowa 120 B Komárom HU – Komárno – Nové Zámky                                  |
| Linia kolejowa 121 A Hronská Dúbrava – Palárikovo                                       |
| Linia kolejowa 121 B Banská Štiavnica – Hronská dúbrava                                 |
| Linia kolejowa 122 A Horná Štubňa – Prievidza                                           |
| Linia kolejowa 122 B Chrenovecká spojka                                                 |
| Linia kolejowa 122 C Nitrianske Pravno – Nové Zámky                                     |
| Linia kolejowa 122 D Jelšovce – Zbehy                                                   |
| Linia kolejowa 123 A Kozárovce–Lužianky-Leopoldov                                       |
| Linia kolejowa 123 B Topoľčianky -Úľany nad Žitavou                                     |
| Linia kolejowa 123 C Zbehy – Radošina                                                   |
| Linia kolejowa 124 A Komárno–Bratislava-Nové Mesto                                      |
| Linia kolejowa 124 B Komárno – Kolárovo                                                 |
| Linia kolejowa 124 C Neded – Šaľa                                                       |
| Linia kolejowa 125 A Púchov – Bratislava hl.st.                                         |
| Linia kolejowa 126 A Bratislava hl.st.–Kúty–Lanžhot CZ                                  |
| Linia kolejowa 126 B: Devínska Nová Ves–Marchegg AT                                     |
| Linia kolejowa 126 C Plavecký Mikuláš – Záhorská Ves                                    |
| Linia kolejowa 127 A Bratislava-Vajnory – Bratislava východ – Odb Vinohrady             |
| Linia kolejowa 127 B Bratislava-Vajnory – Bratislava východ vchod.sk. – Bratislava-Rača |
| Linia kolejowa 127 C Bratislava východ – Rajka MÁV                                      |
| Linia kolejowa 127 D Bratislava-Petržalka – Kittsee AT                                  |
| Linia kolejowa 127 E Odb Močiar – Bratislava predmestie                                 |
| Linia kolejowa 127 F Odb Močiar – Odb Vinohrady                                         |
| Linia kolejowa nr 127 G: Bratislava-Nové Mesto – Bratislava                             |
| Linia kolejowa 128 A: Leopoldov – Galanta                                               |
| Linia kolejowa 128 B: Sereď – Trnava                                                    |
| Linia kolejowa 128 C: Trnava – Kúty                                                     |
| Linia kolejowa 128 D Brezová pod Bradlom – Jablonica                                    |
| Linia kolejowa 129 A: Nové Mesto nad Váhom – Vrbovce – Velká nad Veličkou CZ            |
| Linia kolejowa 129 B Kúty – Sudoměřice nad Moravou CZ                                   |
| Linia kolejowa 129 C Hodonín CZ – Holíč nad Moravou                                     |
| Linia kolejowa 129 D Čachtická spojka                                                   |
| Linia kolejowa 129 E Piešťany – Vrbové                                                  |
| Linia kolejowa nr 130 A: Trenčín – Chynorany                                            |
| Linia kolejowa nr 130 B: Trenčianska Teplá – Vlársky prusmyk CZ                         |
| Linia kolejowa nr 130 C: Nemšová – Lednické Rovne                                       |
| Linia kolejowa nr 130 D: Trenčianska Teplá – Trenčianske Teplice (TREŽ)                 |

## Legenda
- AT – Austria
- CZ – Czechy
- HU – Węgry
- OŽ – kolej zębata (1000 mm)
- PL – Polska
- ŠRT – kolej szerokotorowa (1520 mm)
- UA – Ukraina
- TEŽ – Tatrzańskie Koleje Elektryczne (1000 mm)
- TREŽ – Trenczyńska Kolej Elektryczna (760 mm)